# Darnell Wright
Darnell Marquies Wright (Huntington, 10 agosto 2001) è un giocatore di football americano statunitense che milita nel ruolo di offensive tackle per i Chicago Bears della National Football League (NFL).

## Carriera universitaria
Nella sua prima stagione a Tennessee nel 2019, Wright disputò 11 partite, di cui 7 come titolare, venendo inserito nella formazione ideale dei debuttanti della Southeastern Conference. Nel 2020 disputò 9 partite come partente e salì a 11 nel 2021.

## Carriera professionistica
Wright era considerato uno dei migliori offensive tackle selezionabili nel Draft NFL 2023 e una scelta del primo giro. Il 27 aprile fu chiamato come decimo assoluto dai Chicago Bears. Debuttò come professionista partendo come titolare nella gara del primo turno persa contro i Green Bay Packers. La sua prima stagione si chiuse disputando tutte le 17 partite come titolare, venendo inserito nella formazione ideale dei rookie dalla Pro Football Writers of America.

## Palmarès
- PFWA All-Rookie Team - 2023